# Jie Yang
Jie Yang (* 11. März 1970) ist eine chinesische Ethnologin.

## Karriere
Yang erwarb 1993 einen Bachelor of Arts in Englischer Sprache & Literatur an der Shandong-Universität und 1998 einen MA in Soziolinguistik an der Universität für Sprache und Kultur Peking. 2006 promovierte sie in Anthropologie an der University of Toronto. 2007 wurde sie zum Assistant Professor an der Simon Fraser University berufen. 2014 erfolgte die Ernennung zum Associate Professor. Seit 2019 hat sie eine Full Professorship inne.
Ihre Forschung liegt an der Schnittstelle von linguistische Anthropologie und Sinologie, insbesondere bezüglich der Frage wie Macht Sprache formt und des Umgangs mit Ästhetik, Neoliberalismus und therapeutischer Medizin im modernen China. 

## Bibliografie

### Monographien
- Mental Health in China. Change, Tradition, and Therapeutic Governance. John Wiley & Sons, Hoboken 2017, ISBN 978-1-5095-0296-7.
- Unknotting the Heart. Unemployment and Therapeutic Governance in China. Cornell University Press, Ithaca 2015, ISBN 978-0-8014-5375-5.

### Herausgeberschaft
- The Political Economy of Affect and Emotion in East Asia. Routledge, London 2014, ISBN 978-0-415-70970-5.

### Beiträge & Aufsätze (Auswahl)
- mit Wenlei Huang: Gongju Ren ‘Tool People’: Alienation, Spiritual Lethargy, and Social Work in China. In: Al Dueck, Louise Sundararajan (Hrsg.): Values and Indigenous psychology in the Age of the Machine and Market. Springer, Berlin/Heidelberg 2024.
- Hallucinations of the “China Dream”: Forbidden Voice, Articulation, and Schizophrenia in China. In: Medical Anthropology. Band 42, Nr. 3, April 2023, S. 250–263, doi:10.1080/01459740.2023.2186230.
- Obligatory Death in Wuhan: The Power to Decide Who Died, and Therapies for Those Who Survived. In: Sanaullah Khan, Elliott Schwebach (Hrsg.): Globalization, Displacement, and Psychiatry Global Histories of Trauma. Routledge, London 2023.
- "Bureaucratic shiyuzheng:" Silence, affect, and the politics of voice in China. In: Journal of Ethnographic Theory. Band 11, Nr. 3, 2021, S. 972–985.
- Happy Housewives: Gender, Class, and Psychological Self-Help in Urban China. In: Gerda Wielander, Derek Hird (Hrsg.): Chinese Discourses of Happiness. Hong Kong University Press, Hong Kong 2018, S. 129–149.
- Virtuous power: Ethics, Confucianism, and Psychological self-help in China. In: Critique of Anthropology. Band 37, Nr. 2, Juni 2017, S. 179–200.
- “Fake happiness”: Counseling, potentiality, and psycho‐politics in China. In: Ethos. Band 41, Nr. 3, September 2013, S. 292–312.
- Beauty Products and Health. In: William C. Cockerham, Robert Dingwall, Stella Quah (Hrsg.): The Blackwell Encyclopedia of Health and Society. Wiley-Blackwell, Oxford 2012.
- The Politics of the Dang'an: Specialization, Spatialization, and Neoliberal Governmentality in China. In: Anthropological Quarterly. Band 84, Nr. 2, April 2011, S. 507–533.
- Nennu and Shunu: Gender, Body Politics, and the Beauty Economy in China. In: Signs. Band 36, Nr. 2, 2011, S. 333–357, doi:10.1086/655913, PMID 21114079.
- The Crisis of Masculinity: Class, Gender and Kindly Power in Post-Mao China. In: American Ethnologist. Band 37, Nr. 3, 2010, S. 550–562.
- “Re-employment stars”: Language, gender and neoliberal restructuring in China. In: Bonnie S. McElhinny (Hrsg.): Words, Worlds, and Material Girls (= Language, Power and Social Process. Band 19). De Gruyter Mouton, Berlin/New York 2008, ISBN 978-3-11-019575-0, S. 77–106 (Dissertation).

## Auszeichnungen
- 2016: Francis L.K. Hsu Book Prize der Society for East Asian Anthropology für Unknotting the heart.[2]